# Eje Weissach

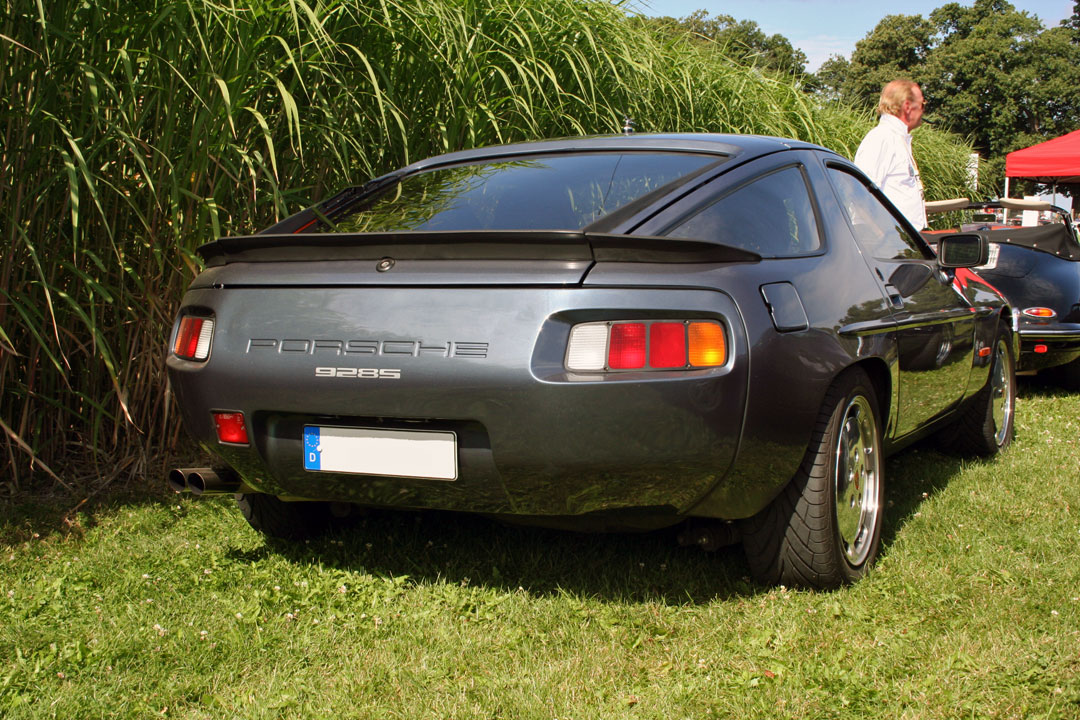
Vista posterior de un Porsche 928

El eje Weissach es una disposición de suspensión trasera particular utilizada en el Porsche 928. Su objetivo era eliminar el sobreviraje al permitir que la suspensión trasera se ajustara automáticamente al circular en las curvas.

## Características
Es una variante de la suspensión con brazo de arrastre. La tendencia de un vehículo al sobreviraje cuando desacelera se ve agravada por los casquillos que se encuentran en la mayoría de las suspensiones con brazos de arrastre. Cuando el vehículo está desacelerando, el brazo de arrastre pivota hacia atrás cuando se "tira" de la rueda hacia atrás con respecto al chasis. Esto da como resultado un incremento de la convergencia, que hace que el vehículo sea inestable.
En un eje Weissach, el buje de pivote delantero del brazo de arrastre se reemplaza por un eslabón corto. En esta disposición, cuando el vehículo desacelera y se "tira" de la rueda hacia atrás, el resultado es un efecto de convergencia interior. Esto aumenta la estabilidad, reduciendo el sobreviraje.
Se utilizó un diseño similar en el Ford Zephyr Mk IV de 1966. En la suspensión trasera del Mazda RX-7 de segunda generación no se utilizaba el enlace extra, pero se empleaba un buje especial situado en la misma posición en el brazo de control inferior para realizar una función similar.

## Nombre
El dispositivo lleva el nombre de la ciudad de Weissach, donde se encuentra el centro de investigación de Porsche en el cual se desarrolló el eje.